# 桑迪亞區
桑迪亞區（西班牙語：Distrito de Sandia），是秘魯的一個區，位於該國東南部普諾大區的桑迪亞省，面積580.13平方公里，海拔高度2,178米，2005年人口12,364，人口密度每平方公里21人。